# Lasiophorus giganteus
Lasiophorus giganteus är en stekelart som beskrevs av Josef Fahringer 1931. Lasiophorus giganteus ingår i släktet Lasiophorus och familjen bracksteklar. Inga underarter finns listade i Catalogue of Life.